# Кольцов, Иван Николаевич
Иван Николаевич Кольцов (род. 7 марта 1984, Череповец, Вологодская область) — российский хоккеист, защитник. Мастер спорта России.

## Биография
Воспитанник череповецкого хоккея. С сезона 1999/2000 играл в первой лиге за «Северсталь-2». По ходу сезона 2003/04 перешёл в белорусский клуб «Химволокно» Могилёв. Играл за «Липецк» и «Белгород» (2004/05), «Юность» Минск (Белоруссия) и «Дизель» Пенза (2005/06),
«Мечел» Челябинск (2006/07). Четыре сезона не выступал на профессиональном уровне. Затем играл за «Брянск» (2011/12 — 2012/13), «Тамбов» и «Кристалл» Электросталь (2013/14).
На драфте НХЛ 2002 года был выбран в 4-м раунде под общим 106-м номером клубом «Эдмонтон Ойлерз».
Играл за юношескую и молодёжную сборные России.